# 밤 (1961년 영화)
《밤》(이탈리아어: La Notte, 영어: The Night)은 1961년 개봉한 이탈리아의 흑백, 드라마 영화이다. 《정사》, 《태양은 외로워》와 함께 안토니오니 감독 삼부작 작품이며 그 중 두 번째 작품이다. 1961 베를린 영화제 황금곰상 수상작이다.

## 내용
작가 죠반니(마스트로얀니)는 아내 리디아(모로)와 함께 병상에 있는 친구 토머스를 문병한다. 토마스는 암에 걸려 언제 죽을지 모르는 생명이다. 이들 부부는 죽음에 쫓기고 있는 토머스의 모습을 보고 산다는 것에 불안을 느껴, 죠반니는 자기의 출판기념회에, 리디아는 목적도 없는 산책에 나선다. 그녀는 해진 거리에서 돌이킬 수 없는 자기의 과거를 생각한다. 밤에 이들 부부는 실업가(實業家)인 게랄디니의 파티에 간다. 죠반니는 거기에서 게랄디니의 딸 발렌티나(비티)를 만나자 마음이 이끌린다. 그러한 남편의 태도를 보게 된 리디아는 모르는 남자와 함께 드라이브에 나선다. 토머스의 죽음이 전달된다. 이튿날 아침 리디아는 옛날에 죠반니가 자기에게 보냈던 연애편지를 보여준다. 그러나 남편은 그것을 이미 잊고 있다. 우리들의 사랑은 이제 끝난 것이라고 리디아는 부르짖는 것이다.

## 감상
<정사(政事)>에 이어서 안토니오니가 새로이 현대의 인간관계와 사랑의 부조리를 추구한 문제작이다. 아내가 혼자서 거리를 방황하는 영상 표현은 작자의 독특한 스타일을 잘 나타내고 있다.

## 출연

### 주연
- 잔느 모로
- 마르첼로 마스트로야니
- 모니카 비티

### 조연
- 벤하드 위키
- 로지 마자쿠라티
- 마리아 피아 루지
- 빈센조 코르벨라